# Tsutomu Sakamoto
Tsutomu Sakamoto (jap. 坂本勉 Sakamoto Tsutomu; ur. 3 sierpnia 1962 w Nanbu) – japoński kolarz torowy, brązowy medalista olimpijski.

## Kariera
Największy sukces w karierze Tsutomu Sakamoto osiągnął w 1984 roku, kiedy zdobył brązowy medal w sprincie indywidualnym podczas igrzysk olimpijskich w Los Angeles. W zawodach tych wyprzedzili go jedynie dwaj reprezentanci Stanów Zjednoczonych: Mark Gorski oraz Nelson Vails. Był to jedyny medal wywalczony przez Sakamoto na międzynarodowej imprezie tej rangi. Na tych samych igrzyskach wziął także udział w wyścigu na 1 km na czas, który ukończył na trzynastej pozycji. Nigdy nie zdobył medalu na torowych mistrzostwach świata.